# 韩三明
韩三明（1971年5月20日—），中国电影导演贾樟柯的表弟，山西省汾阳的一个煤矿下井工人。韩三明以“煤矿工人韩三明”这个角色在贾樟柯导演的多部影片中出现。曾主演《三峡好人》而于2007年第14届智利国际电影节中获得最佳男演员称号，成为“智利影帝”。

## 电影作品
- 《站台》（2000年）：饰演男主角崔明亮的表弟韩三明
- 《世界》（2004年）：饰演“二姑娘”的姨夫韩三明
- 《三峡好人》（2006年）：饰演男主角韩三明
- 《东》（2006年）：客串画家刘小东在三峡的民工模特之一
- 《天注定》（2013年）：客串大海家乡煤矿工人三明
- 《山河故人》（2015年）：客串梁子的工友煤矿工人韩三明